# Casimir Perier
Pour les articles homonymes, voir Périer et Perier.
Pour les autres membres de la famille, voir Famille Casimir-Perier.
Casimir-Pierre Perier, né le 12 décembre 1777, Grande-rue à Grenoble et mort le 16 mai 1832 à Paris, est un banquier et homme d'État français, régent de la Banque de France, président du Conseil du 13 mars 1831 à sa mort, due à l'épidémie de choléra de 1832.
Membre de l'opposition libérale à Charles X, il est, après la révolution de 1830, l'incarnation du Parti de la Résistance au début de la monarchie de Juillet.

## Biographie

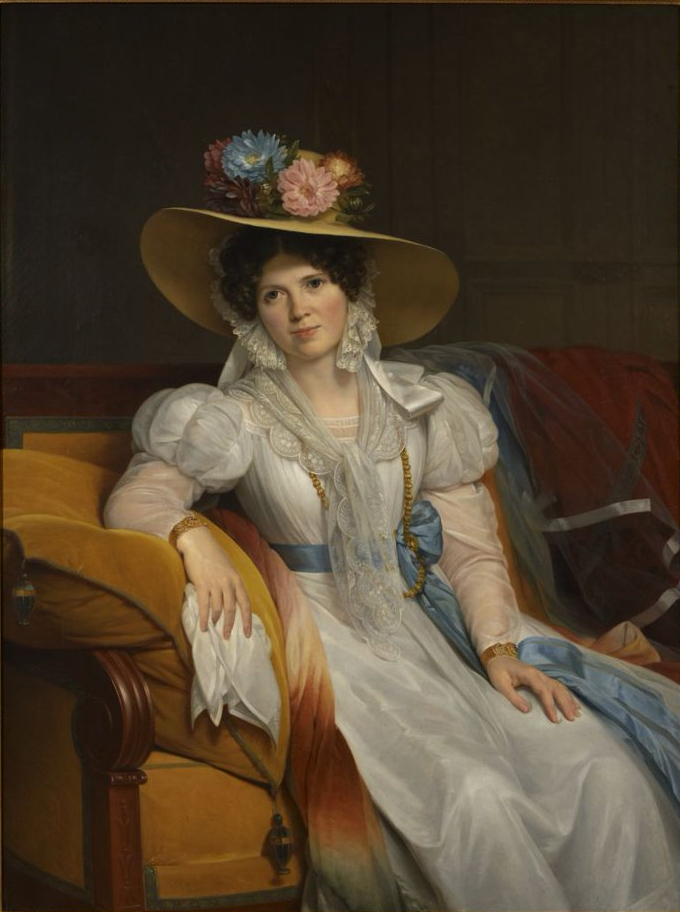
Mme Casimir Perier, née Marie-Cécile Loyer. Portrait par Louis Hersent, c. 1831. Vizille, musée de la Révolution française.

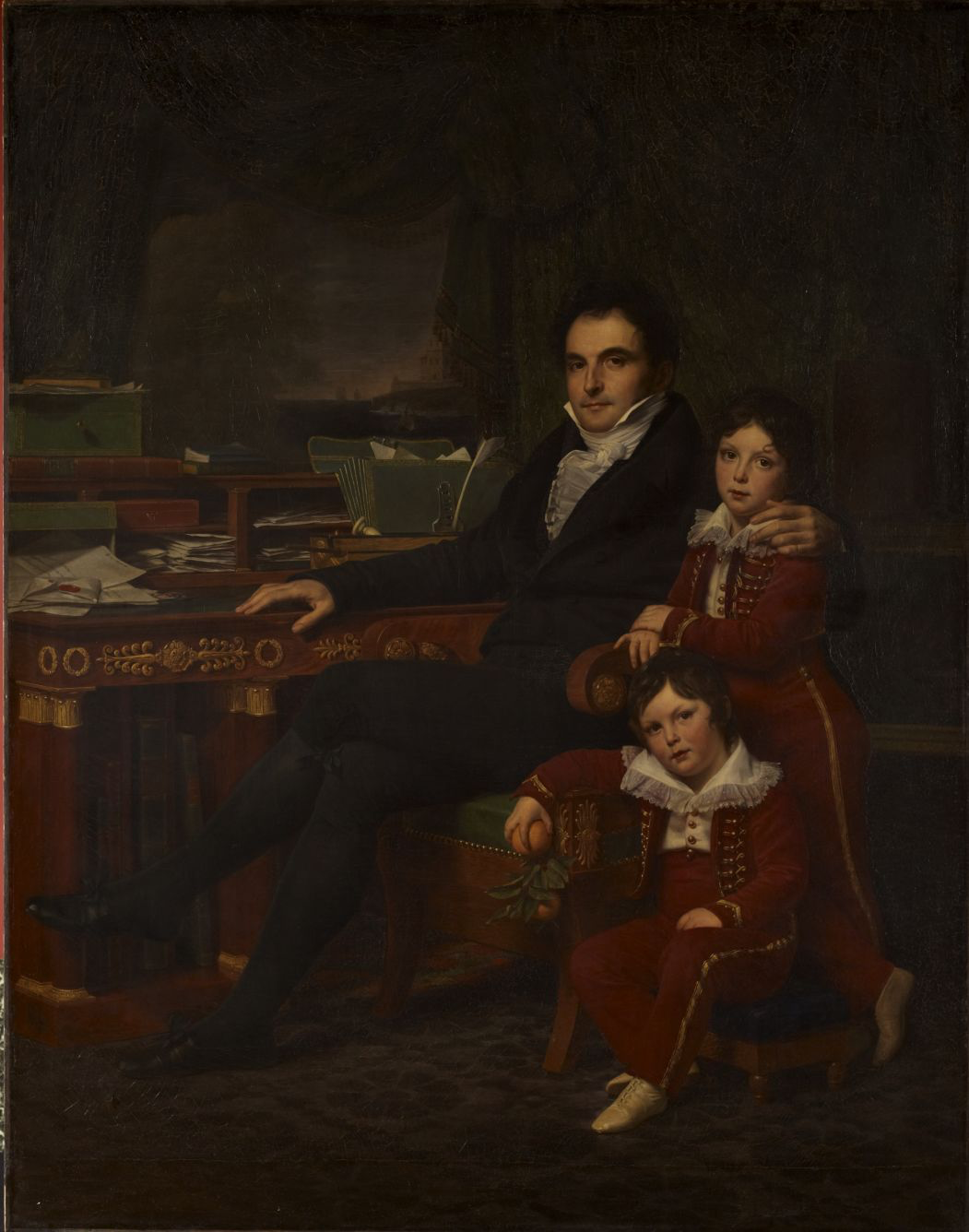
Casimir Perier avec ses fils Auguste et Paul, par Louis Hersent.

Casimir Perier était le cinquième enfant de Claude Perier (1742-1801), écuyer, riche banquier et industriel d'origine dauphinoise, qui aida de ses deniers la préparation du coup d'État du 18 Brumaire et, par ailleurs, fut un des fondateurs de la Banque de France en 1801. Avec ses frères, il fit ses études chez les oratoriens de Lyon, puis à Paris. Stendhal le décrit alors ainsi : «Casimir Périer était peut-être alors le plus beau des jeunes gens de Paris : il était sombre, sauvage, ses beaux yeux montraient de la folie.» Atteint par la conscription, il partit en l'an VII (1798) pour l'armée d'Italie, fut promu adjoint à l'état-major du génie, et se distingua à San Giuliano, près de Mantoue.
Ayant perdu son père en 1801, Casimir Perier se retrouva à la tête d'une vaste fortune, quitta l'armée et, avec le concours de son frère Scipion, entreprit de fonder à Paris une importante maison de banque qui s'occupait également d'armements maritimes, d'opérations sur les propriétés, de créances publiques et particulières, du commerce des bois, des manufactures, etc. Il fut notamment l'un des gros actionnaires de la compagnie des mines d'Anzin.
Le 13 octobre 1805, il épousa au château de Vizille, propriété de la famille Perier près de Grenoble, une riche héritière, Marie Cécile Laurence (dite Pauline) Loyer (1788-1861), fille de Laurent Ponthus Loyer, magistrat mort guillotiné en 1793, et de Joséphine Savoye des Grangettes, et petite-fille de l'architecte Toussaint-Noël Loyer. Ils eurent deux fils :
- Auguste Casimir-Perier (1811-1876), ministre de l'Intérieur dans le gouvernement d'Adolphe Thiers (1871-1873)[4] ;
- Paul Casimir-Perier (1812-1897).

Grâce à la dot de sa femme, Casimir Perier put désintéresser son frère et gérer seul sa maison de banque. Il ne tarda pas à acquérir une haute situation financière qui lui facilita l'accès aux fonctions publiques : juge au tribunal de commerce de la Seine, puis conseiller d'escompte de la Banque de France du 7 mars 1811 au 1er février 1816, puis régent de la Banque de France à compter du 24 janvier 1822. Comme sa maison de banque était particulièrement active dans le domaine de l'escompte, il s'attacha, en cette dernière qualité, à faire établir un comité d'enquête sur la solvabilité des commerçants.

### Une des figures de l'opposition libérale sous la Restauration
En 1817, il publia deux brochures financières, qui furent très remarquées, contre un emprunt de 300 millions contracté par le gouvernement à l'étranger à des conditions fort onéreuses. Aux élections générales du 20 septembre de la même année, il fut élu député du collège de département de la Seine.
Le 4 février 1818, il achète en société avec les négociants Claude Barry et Nicolas Joseph Cornisset-Després, un ensemble de lots issus de la vente le 29 avril 1809 du domaine du château de Chaumot par les filles du prince François-Xavier de Saxe, dont les ruines du château de Chaumot et du château de Pont-sur-Seine où il se construit sa propriété de campagne. Le baron chimiste Louis Jacques Thénard les leur rachète, excepté ceux de Pont-sur-Seine, par actes en 1830 puis des 13 février et 16 août 1831.
Il s'abstint tout d'abord de prendre rang dans l'opposition et affecta de circonscrire ses intérêts à l'étude des questions de finances. En politique, ses sympathies étaient pour la Charte et pour les Bourbons, et ses idées n'allaient pas au-delà du « constitutionnalisme » le plus modéré. Toutefois, il se trouva, sur plusieurs questions, en opposition avec les ministres et la droite de la Chambre.
Réélu député le 9 mai 1822 dans le 3e arrondissement de Paris, il inclina davantage vers la gauche et, après avoir obtenu une nouvelle fois le renouvellement de son mandat le 17 novembre 1824, il mena une guerre des plus vives au ministère Villèle. D'accord avec ses amis et collègues Pierre-Paul Royer-Collard, Jacques Laffitte, le général Foy, il parut plusieurs fois à la tribune. Sa seule apparition suffisait pour soulever, parmi les ultra-royalistes, un tumulte de cris : La clôture ! Encore du scandale ! À l'ordre le factieux !, mais lui ne se laissait pas aisément démonter et, doué d'une énergie opiniâtre et même d'une véhémence qui allait parfois jusqu'à l'emportement, il parlait d'abord sur la question ; vaincu, il se retranchait derrière un, deux ou trois amendements, puis il parlait contre la clôture, et retournait enfin à son banc pour recommencer le lendemain.
Le 6 septembre 1827, il fait visiter au roi Charles X, lors de sa visite dans le Nord, les mines d'Anzin, dont il est l'un des principaux actionnaires.
Le 17 novembre 1827, il est réélu député dans la Seine et dans le 1er arrondissement électoral de l'Aube (Troyes). Il opte pour Troyes et se rallie au ministère Martignac. On le voit même figurer au jeu du roi au palais des Tuileries et il fut question de lui pour la présidence de la Chambre et pour le ministère des Finances. Aussi garda-t-il, pendant les sessions de 1828 et 1829, un silence à peu près complet.
Il ne remonte à la tribune qu'après l'avènement du ministère Polignac, en août 1829. Sa popularité est ravivée par son opposition et il signe naturellement l'adresse des 221.

### Incarnation du «parti de la Résistance» sous la monarchie de Juillet
Néanmoins, Casimir Perier ne songeait pas encore au renversement de la branche aînée, quoiqu'il fût attiré vers le duc d'Orléans par la communauté des idées et des intérêts. Passionné d'ordre, il redoutait par-dessus tout le tumulte révolutionnaire et son lot d'incertitudes.

#### Une attitude prudente pendant les Trois Glorieuses

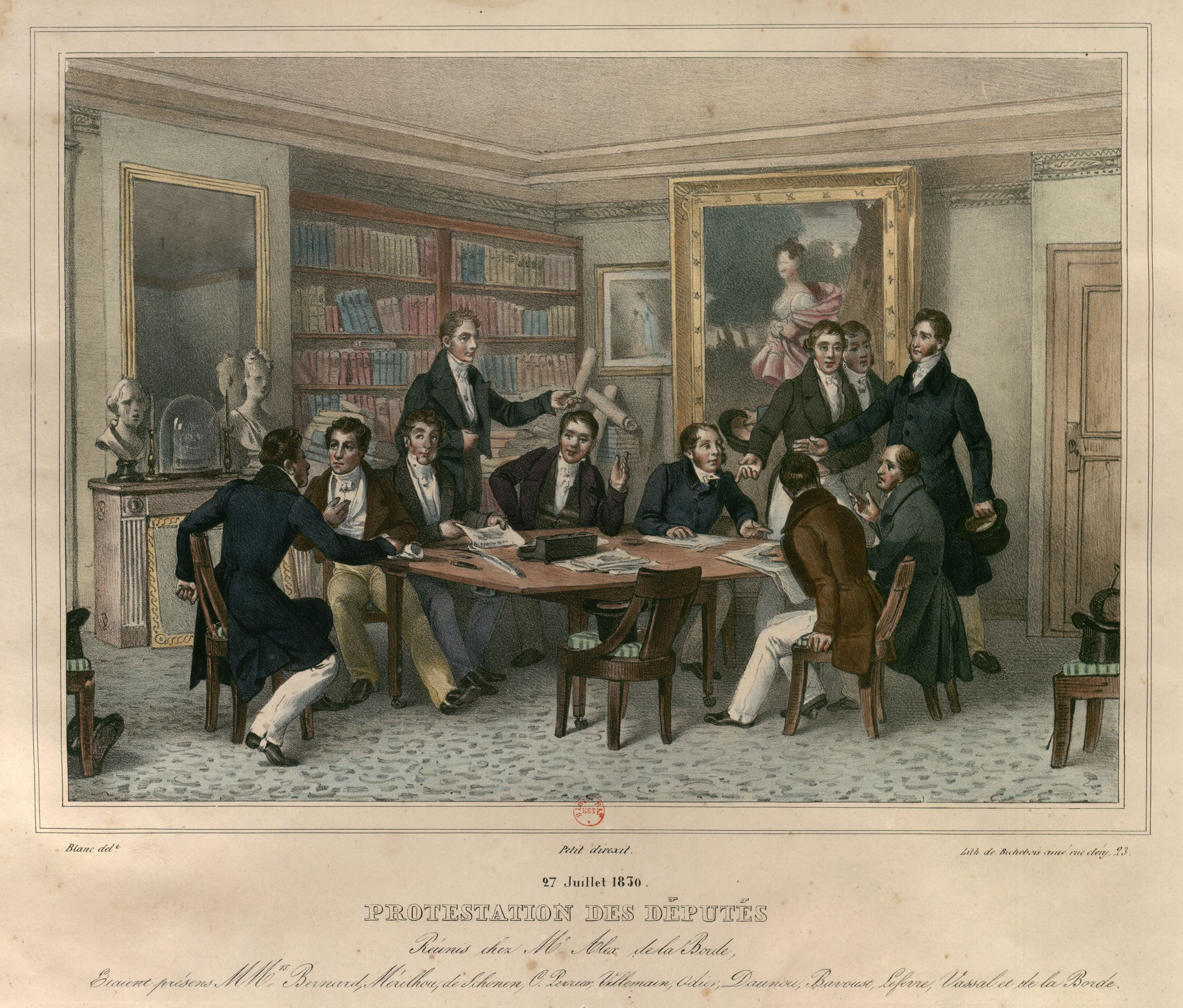
Protestation des députés réunis chez Alexandre de Laborde, le 27 juillet 1830.

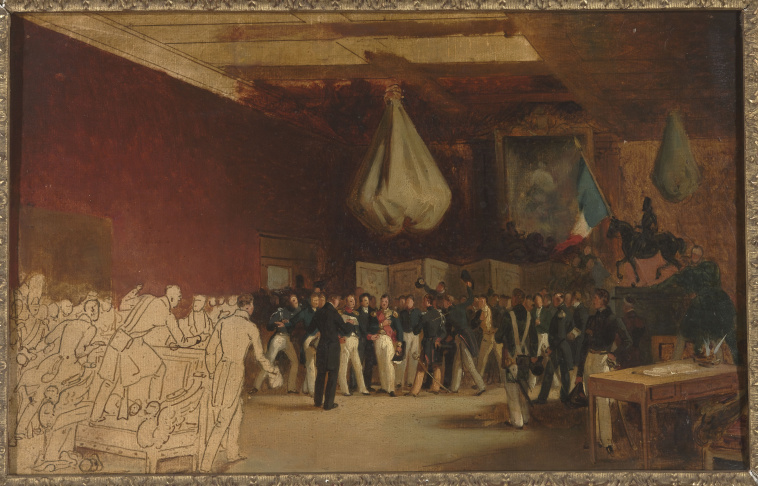
Casimir Perier offrant la lieutenance générale du royaume à Louis-Philippe à l'hôtel de ville, 1830.

Réélu à Troyes le 12 juillet 1830, il fait, à l'approche de l'insurrection et dans les réunions de députés et d'hommes politiques, tout ce qu'il peut pour arrêter le mouvement. Pendant les Trois Glorieuses, il s'efforça de montrer une neutralité absolue, et l'on dit qu'il laissa sabrer sous ses fenêtres, par les gendarmes, des jeunes gens venus lui faire une ovation compromettante. Le 26 juillet, chez Alexandre de Laborde, il préconise la temporisation, combat la protestation rédigée par Louis Bérard, mais ne peut refuser son salon à la réunion du lendemain. Auguste de Schonen étant venu annoncer que les barricades commençaient à s'élever rue Saint-Honoré, il s'écria : « Vous nous perdez en sortant de la légalité. » Il consentit seulement à tenter auprès du maréchal Marmont, avec quelques députés, une démarche conciliatrice qui ne réussit pas. La victoire de l'insurrection le porta au pouvoir malgré lui.
Étant l'un des cinq membres de la commission municipale qui se chargea d'administrer la capitale après la retraite de Charles X et des autorités civiles et militaires, Casimir Perier commença par accepter de Louis-Philippe, nommé lieutenant-général du royaume, le ministère de l'Intérieur, puis se ravisa et ne se rallia définitivement au duc d'Orléans que lorsque la chute de la branche aînée lui apparut consommée. Élu président de la Chambre des députés le 6 août, il laissa le vice-président, Jacques Laffitte, exercer cette fonction à sa place. Quelques jours plus tard, le 11 août, il est nommé ministre sans portefeuille dans le premier ministère du règne de Louis-Philippe Ier. Il est réélu député de Troyes le 21 octobre.

#### Président du Conseil (13 mars 1831 - 16 mai 1832)
La constitution du ministère Laffitte, d'un libéralisme trop avancé à son opinion, l'écarte temporairement des affaires à compter du 2 novembre 1830. Principale figure du Parti de la Résistance, qui, épris d'ordre, estimait prioritaire de ramener le calme à l'intérieur et la paix à l'extérieur, il ne manque pas une occasion de critiquer le manque de fermeté du Parti du Mouvement vis-à-vis de l'agitation républicaine, tout comme son activisme brouillon au soutien des nationalités en Europe (V. Partis politiques sous la monarchie de Juillet).
Après la démission de Lafitte, Casimir Perier est tout naturellement appelé, le 13 mars 1831, à former un ministère dans lequel il devient président du Conseil et ministre de l'Intérieur.
La politique de Casimir Perier vise, à l'intérieur, à rétablir l'ordre par des mesures énergiques et, au besoin, par la force, pour arrêter le cours de la révolution et, à l'extérieur, à garantir la paix avec les puissances étrangères. La répression de l'agitation révolutionnaire – particulièrement la première révolte des Canuts lyonnais en novembre 1831 – auréole Casimir Perier d'une réputation sulfureuse, noircie par l'historiographie républicaine. Les historiens modernes portent sur l'homme un jugement plus flatteur : « Excellent orateur, méprisant la démagogie, acceptant le risque et désirant l'action, Perier est l'homme d'État dont la monarchie de Juillet a besoin pour durer au pouvoir. » Tout au moins aurait-il pu l'être s'il avait eu la confiance de Louis-Philippe et la longévité, puisqu'il fut emporté prématurément par le choléra.
Casimir Perier a longtemps médité ce que doit être la présidence du Conseil, et a théorisé un régime quasi-parlementaire, dans lequel le cabinet est fort et « le roi règne mais ne gouverne pas », selon la fameuse maxime de Thiers. C'est ce qu'on doit appeler désormais « le système du 13 mars », fondé sur la marginalisation du roi, la solidarité du cabinet et de la majorité parlementaire et la soumission de l'administration.
Casimir Perier ne ménage pas l'amour propre du roi. « Sous Perier, nous ne parlions pas du roi, nous n'y pensions pas », note Charles de Rémusat, qui fut son proche collaborateur. « Lisez les discours de Perier, il n'en dit pas un mot. Il disait mon système, ma politique. Il était à lui seul le gouvernement (...) Je lui ai souvent demandé son opinion sur le roi. Une fois, il m'a répondu : « Le roi...le roi..., c'est un bêta. » A la rédaction près, il m'en a toujours porté le même jugement (...) Il lui trouvait de la bonhomie, de la bonté, trop même, trop de ces goûts simples et de famille, de ces habitudes de bienveillance qui lui faisaient méconnaître les nécessités du gouvernement, les dangers de la situation. Je conjecture que le laisser-aller de la très attrayante conversation du roi le séduisait peu, et même que le causeur était gêné avec lui (...) On conçoit que le roi, chez qui la vanité dominait même l'ambition, et qui dut s'apercevoir du peu de prestige qu'il avait pour son ministre, ne lui en ait pas su bon gré ; c'est ce qu'il pardonnait le moins. »
Redoutant l'habileté manœuvrière de Louis-Philippe, et soucieux d'exercer la plénitude du pouvoir, Perier exige du roi, en préalable à son acceptation, de pouvoir réunir chez lui des conseils de cabinet hors de la présence du souverain et obtient que le duc d'Orléans, qui professe des idées libérales avancées, cesse de participer au Conseil des ministres. Il ne communique les dépêches télégraphiques au roi qu'après en avoir pris connaissance, et contrôle soigneusement les notes personnelles que Louis-Philippe remet au Moniteur, dont le président du Conseil s'est fait attribuer la direction exclusive. Lors de l'ouverture de la session des Chambres, on remarque que, pendant que le roi lit le discours du trône, Casimir Perier suit ostensiblement sur un manuscrit la lecture du texte convenu.
Pour s'imposer auprès des Chambres, ce qui était le corollaire indispensable de sa lecture très parlementaire de la Charte de 1830, il prononce une sorte de discours d'investiture dans lequel, après avoir posé en principe que : « La révolution de Juillet a fondé un gouvernement et non pas inauguré l'anarchie », il développe son programme de gouvernement, résumé dans une formule célèbre qui définit l'idéal du « juste milieu » : « Au-dedans, l'ordre sans sacrifice pour la liberté ; au-dehors, la paix sans qu'il en coûte rien à l'honneur. »

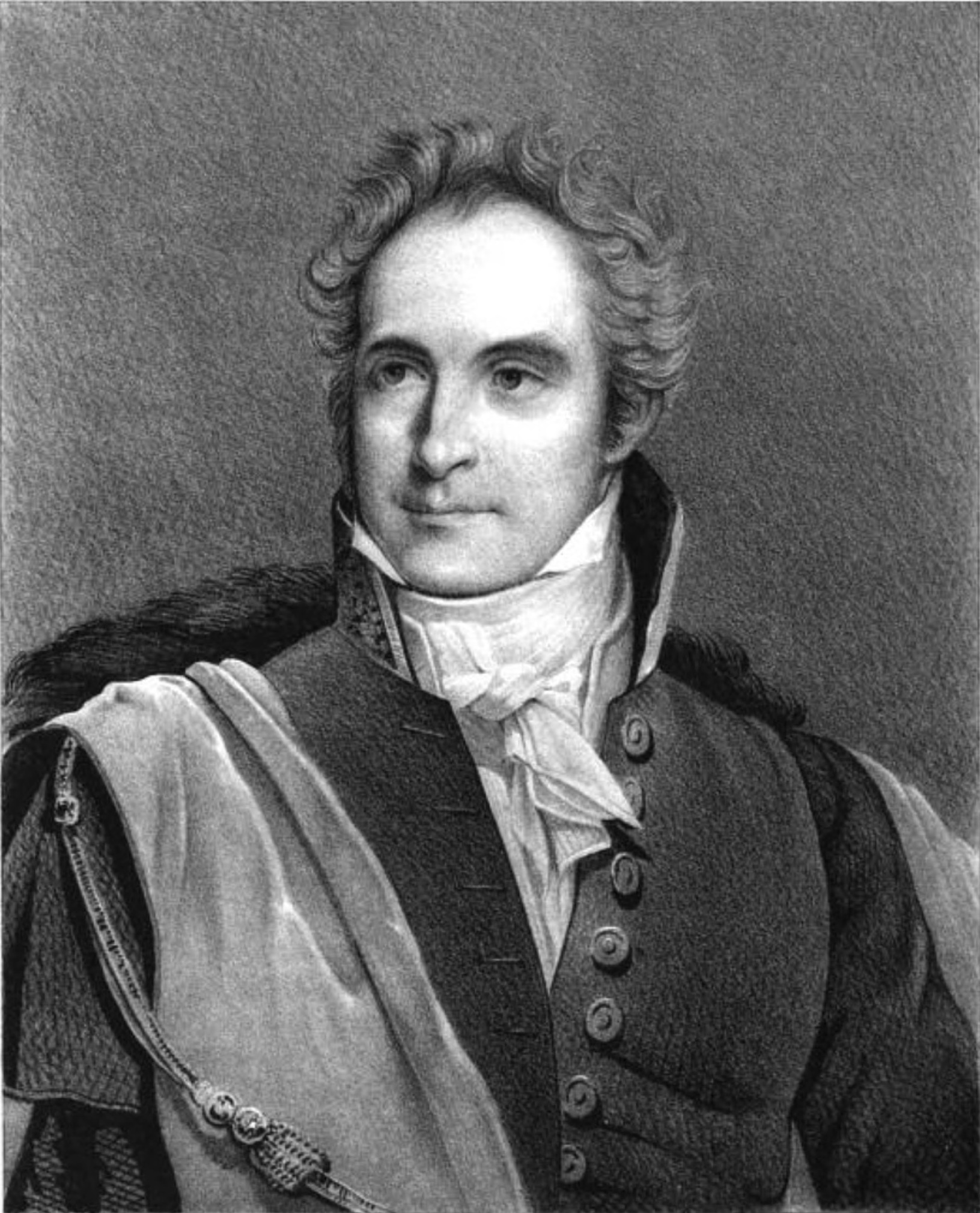
Casimir Périer, lithographie par Victor Cassien, dans l'ouvrage Album du Dauphiné, tome III (1837).

De haute taille, le regard ardent, le geste énergique, parfois sec, froid, cassant, doué pour le commandement et aimant l'exercer, Casimir Perier était doté d'un charisme et d'une autorité naturelle que soulignent tous les contemporains. « Sa haute stature, sa vigueur exubérante aux prises avec des souffrances nerveuses, son geste imposant, son regard tour à tour enflammé et doux, son langage animé, saccadé, son ton tout à l'heure caressant, maintenant impérieux, en faisait un personnage original, devant qui on se croyait volontiers devant un supérieur. Je n'ai vu personne l'aborder sur un pied d'égalité », écrit Rémusat. « Aux qualités de l'homme d'État qui pouvaient lui manquer, il opposait la première  de toutes dans l'ordre de l'esprit un jugement prompt et sûr, la première de toutes dans l'ordre  du caractère : l'ascendant de la volonté ou le don du commandement. C'est par là qu'il s'est élevé de toute la tête au-dessus des politiques qui l'entouraient. » Même Heinrich Heine dresse de lui un portrait plutôt flatteur dans De la France, impitoyable réquisitoire contre la monarchie de Juillet.
Il était doué d'un tempérament autoritaire, d'un caractère souvent vif et de manières parfois brutales. « Je me moque bien de mes amis quand j'ai raison, disait-il ; c'est quand j'ai tort qu'il faut qu'ils me soutiennent. »
Le maréchal Soult, ministre de la Guerre, ayant cherché à affirmer son indépendance, il lui écrivit : « Si cela continue, je vous briserai comme verre ! » Un jour que le comte d'Argout répondait maladroitement à la Chambre, il le rappela à son banc par cette apostrophe furieuse : « Ici ! d'Argout ! Ici ! » Dans la fameuse séance où le comte de Montalivet fut pris à partie par l'opposition pour avoir fait usage du terme de sujets pour désigner les Français, il exprima son indignation en disant : « Montalivet, tenez bon ! et le premier qui vous insulte, f… votre verre d'eau sucrée à la figure ! » Ces façons de faire lui valurent de nombreuses inimitiés, mais composèrent aussi son personnage d'homme à poigne, propre à rassurer la France bourgeoise inquiète de la persistance du désordre.
Le 5 juillet 1831, il est réélu député à Troyes, dans le 4e collège de la Marne (Épernay) et dans le 1er arrondissement de Paris. Il opte pour Troyes.
Les luttes continuelles du ministère et l'état de suractivité et d'excitation dans lequel il vivait en permanence minent la santé fragile de Casimir Perier. Anticipant la pandémie de choléra qui touche la France en 1832, il donne des instructions pour le renforcement des contrôles sanitaires. Le 6 avril 1832, il est chargé par le roi d'accompagner le duc d'Orléans à l'Hôtel-Dieu, pour visiter des malades du choléra. L'historien Nicolas Delalande évoque « un héroïsme philanthropique, conforme à la morale bourgeoise de l'époque ». Avant d'entrer dans la salle, le président du Conseil fut saisi d'une sorte de pressentiment :
– Monseigneur, n'entrons pas ici.
– Monsieur, répondit le duc d'Orléans, le vin est tiré, il faut le boire.
Atteint par la maladie dès le lendemain de la visite, Casimir Perier succombe le 16 mai 1832, « en dépit des soins prodigués par les médecins les plus réputés de l'époque, dont le docteur François Broussais, lequel essayait de convaincre ses contemporains que le choléra n'était pas contagieux ». « Perier est mort, est-ce un bien ? est-ce-un mal ? », aurait commenté Louis-Philippe, qui ajouta : « C'était une âme de banquier scellée dans un coffre-fort. » Pour le roi, le ministère Perier avait été un véritable supplice : « J'avais beau faire […], dit-il, tout ce qui se faisait de bon était attribué à Casimir Perier, et les incidents malheureux retombaient à ma charge ; aujourd'hui, au moins, on verra que c'est moi qui règne seul, tout seul. »

### Décorations
- Chevalier de la Légion d'honneur en 1828

## Hommages posthumes

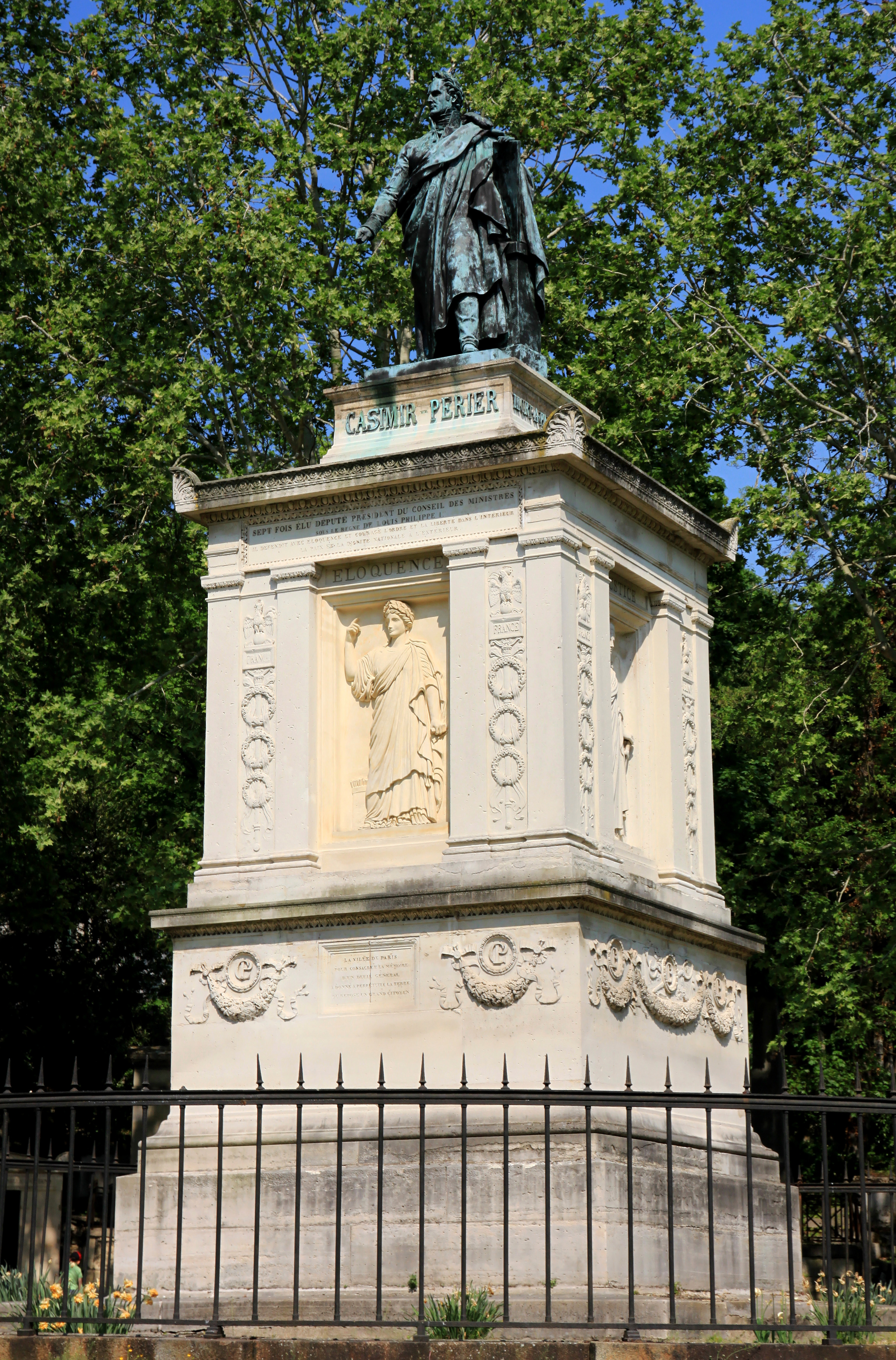
Tombeau de Casimir Perier.

- En 1837, un imposant tombeau-mausolée fut élevé pour Casimir Perier au cimetière du Père-Lachaise, grâce à une souscription publique, et sur une concession accordée par la Ville de Paris au carrefour de l'avenue de la Chapelle et de l'avenue bientôt dénommée Casimir-Perier, sur le rond-point central. Le monument, dont la conception est due à l'architecte Achille Leclère, est surmonté de la statue en pied de l'homme d'État, œuvre du sculpteur Jean-Pierre Cortot [30] ; les trois bas-reliefs représentant l'Éloquence, la Justice et la Fermeté, sont du même artiste.
- La rue Casimir-Périer à Paris (7e arrondissement) a reçu sa dénomination par ordonnance du 15 avril 1839. Il existe également une rue Casimir-Périer, à Bezons, à Lyon, dans le quartier Perrache (2ème arrondissement), au Havre (centre-ville), à Nantes (centre-ville), à Grenoble (centre-ville) et à Fontainebleau.
- Le Musée de la Révolution française de Vizille possède une salle consacrée à la famille Perier, dont on peut voir le portrait de chaque membre.

## Œuvres
- Opinions et discours de Casimir Perier, publiés par sa famille, Paris, Paulin, 1838, 4 vol.